# Atalante (laboratoire)
Pour les articles homonymes, voir Atalante (homonymie).
L'ATelier Alpha et Laboratoires pour ANalyses, Transuraniens et Études de retraitement (ATALANTE) est une installation nucléaire du Commissariat à l'énergie atomique consacré au retraitement des combustibles nucléaires irradiés et à la gestion des déchets radioactifs de haute activité et à vie longue. Atalante se trouve sur le site nucléaire de Marcoule, dans le sud de la France.
Aujourd'hui, Atalante comprend 17 laboratoires d'une surface de 19.000 m2, 250 boîtes à gants et une ligne de manipulation blindée et  robotisée sur le modèle de celle de l’usine de la Hague. 
La principale mission d'Atalante est de mettre au point les technologies pour retraiter, autant que possible, les barres de combustible usées provenant des réacteurs nucléaires français. Environ 200 chercheurs, techniciens du Commissariat à l’énergie atomique (CEA) travaillent dans l'atelier Atalante, encadré par 70 personnes dans l'équipe d’exploitation. Les équipes d'Atalante sont dirigées par Christophe Joussot-dubien.

## Historique
La construction d'Atalante s'est déroulée en 2 phases modulaires : une première phase à partir de 1985 jusqu'en 1999, date à laquelle est mis en service l'installation, suivie d'une seconde phase à partir de l'an 2000.
En 2004, des essais sont réalisés dans le laboratoire d'Atalante pour atteindre un taux de séparation de plus de 99,5 % des actinides, extrait de quelques kilogrammes de combustible nucléaire usé.
Le 28 juin 2005, au cours d'une opération de transfert de liquide entre deux cuves d'effluents se déclenche une alarme de surveillance de la criticité. 
Du 2 au 8 décembre 2010, une grève du personnel, décidée par les syndicats (CFDT, CGT et FO), bloque l'activité du laboratoire Atalante. Une pétition signée par 150 personnes dénonce la sous-traitance de la gestion des déchets radioactifs solides du laboratoire, auprès de salariés qui, "de par leurs conditions de travail, leur avenir précaire et la pression à laquelle ils sont soumis, ne peuvent exercer leur métier sereinement".
En 2017, afin de poursuivre la recherche et le développement sur le combustible MOX, l'installation Atalante accueille les activités de recherche et développement du  laboratoire d’études et de fabrications de combustibles avancés (Lefca) créé en 1981 à Cadarache. Les équipements du Lefca sont transferés dans le laboratoire LN0 en ce qui concerne la fabrication du combustible, et dans le laboratoire L26 pour sa caractérisation.  

### Explosion d'une boîte à gants
Le mercredi 19 décembre 2018, une boîte à gants de l'installation Atalante a explosé, blessant à la main une opératrice et provoquant une contamination radioactive.  La déflagration a fait exploser le gant et a projeté l'opératrice en arrière. Pendant les 3 jours suivants, le service médical de Marcoule a recueilli les urines et les selles de l'opératrice. L'exploitant affirme alors que les résultats définitifs seront divulgués à la fin du mois de janvier 2019.